# Oberer Wright-Gletscher
Der Obere Wright-Gletscher ist ein vom Polarplateau nach Osten in das obere Ende des Wright Valley fließender Gletscher im ostantarktischen Viktorialand.
Teilnehmer einer von 1958 bis 1959 durchgeführten Kampagne im Rahmen der neuseeländischen Victoria University’s Antarctic Expeditions benannten ihn in Verbindung mit dem Unteren Wright-Gletscher nach dem kanadischen Physiker Charles Seymour Wright (1887–1975), Mitglied der Terra-Nova-Expedition (1910–1913) unter der Leitung des britischen Polarforschers Robert Falcon Scott.